# Узбіччя (фільм)
«Узбіччя» — радянський художній фільм 1978 року, знятий на кіностудії «Білорусьфільм».

## Сюжет
Відслуживши в армії, Льонька Парасочка влаштувався в автопарк шофером, вирішивши продовжити тим самим батьківську традицію. Його наставником став Петро Дем'янович Волович, який умів добувати гроші «лівими поїздками» і різного роду «операціями». Бачив Льонька, що живе Волович широко, невідповідно до своїх достатків, але спочатку якось не замислювався про джерела багатства. Мабуть тому, що був закоханий в дочку Воловича Люсю…

## У ролях
- Анатолій Жигарь — Льонька Парасочка
- Майя Булгакова — Катерина Семенівна, мати Льоньки
- Євген Шутов — Григорій Семенович, тесля, дядько Льоньки
- Володимир Самойлов — Петро Дем'янович Волович, водій автобуса
- Зоя Осмоловська — Валентина Власівна, дружина Воловича
- Людмила Дребньова — Люся, дочка Воловича
- Андрій Баранов — Вітька, син Люсі
- Всеволод Платов — Микола Миколайович, приятель Воловича
- Олександр Самойлов — Дімка, комсорг автопарку
- Здислав Стомма — директор автопарку
- Олександр Безпалий — шабашник
- Віра Титова — дружина Григорія Семеновича
- Олександр Кашперов — інспектор ДАІ
- Віктор Мірошниченко — епізод
- Євгенія Кравченко — епізод
- Костянтин Веремейчик — тесля, друг Григорія Семеновича
- Тамара Ніколаєва-Опіок — епізод
- Валентина Коротаєва — епізод
- Людмила Лагун — епізод
- Євгенія Ковальова — епізод

## Знімальна група
- Режисер — В'ячеслав Никифоров
- Сценаристи — Микола Кругових, Федір Конєв
- Оператор — Едуард Садрієв
- Художник — Володимир Дементьєв